# Dębe (powiat legionowski)
Dębe – wieś sołecka w Polsce położona w województwie mazowieckim, w powiecie legionowskim, w gminie Serock. 
W latach 1975–1998 miejscowość należała administracyjnie do województwa warszawskiego.

## Położenie
Dębe leży na pograniczu Wysoczyzny Ciechanowskiej i Kotliny Warszawskiej, nad Narwią. Na północ od wsi przebiega droga krajowa nr 62, a przez samą miejscowość – droga wojewódzka nr 632 Legionowo – Nasielsk. 

## Historia
Wieś w 1827 liczyła 105 mieszkańców w 16 domach. Na przełomie XIX i XX wieku Rosjanie zbudowali w miejscowości betonowy fort według proj. Konstantina Wieliczki. Załoga fortu odparła ataki bolszewików 13 sierpnia 1920. W ciągu drogi wojewódzkiej nr 632 znajduje się zapora i elektrownia wodna Dębe, oddane do użytku w 1963 roku.

## Dawny majątek
W XVIII w. w Dębem powstał dwór należący do rodziny Poniatowskich. Po upadku Księstwa Warszawskiego władze carskie przekazały skonfiskowany majątek jednemu z rosyjskich generałów. Ten nieopodal dworu, przy głównej drodze wsi zbudował na własny użytek niewielką cerkiewkę w kształcie baszty. Budynek zwany przez miejscowych „Okrąglakiem” zachował się do czasów dzisiejszych.
W 1858 r. majątek w Dębem kupili Konstanty i Weronika z Załusków (primo voto Skotnicka) Zgleniccy. Liczył on wówczas 20 włók, czyli około 336 hektarów. Synem państwa Zglenickich był inżynier Witold Zglenicki - geolog, nafciarz, ojciec nafty bakijskiej, darczyńca Kasy im. Mianowskiego, pochowany w pobliskiej Woli Kiełpińskiej.
Od 1924 r. majątek należał do rodziny Krzywickich i uchodził za wzorowo prowadzony.  Po 1945 r. zniszczony w czasie wojny majątek rozparcelowano pomiędzy służbę folwarczną. Wśród pozostałości parku znajduje się Ośrodek Szkoleniowy Krajowej Szkoły Sądownictwa i Prokuratury (poprzednio Ośrodek Doskonalenia Kadr Ochrony Środowiska i Gospodarki Wodnej).

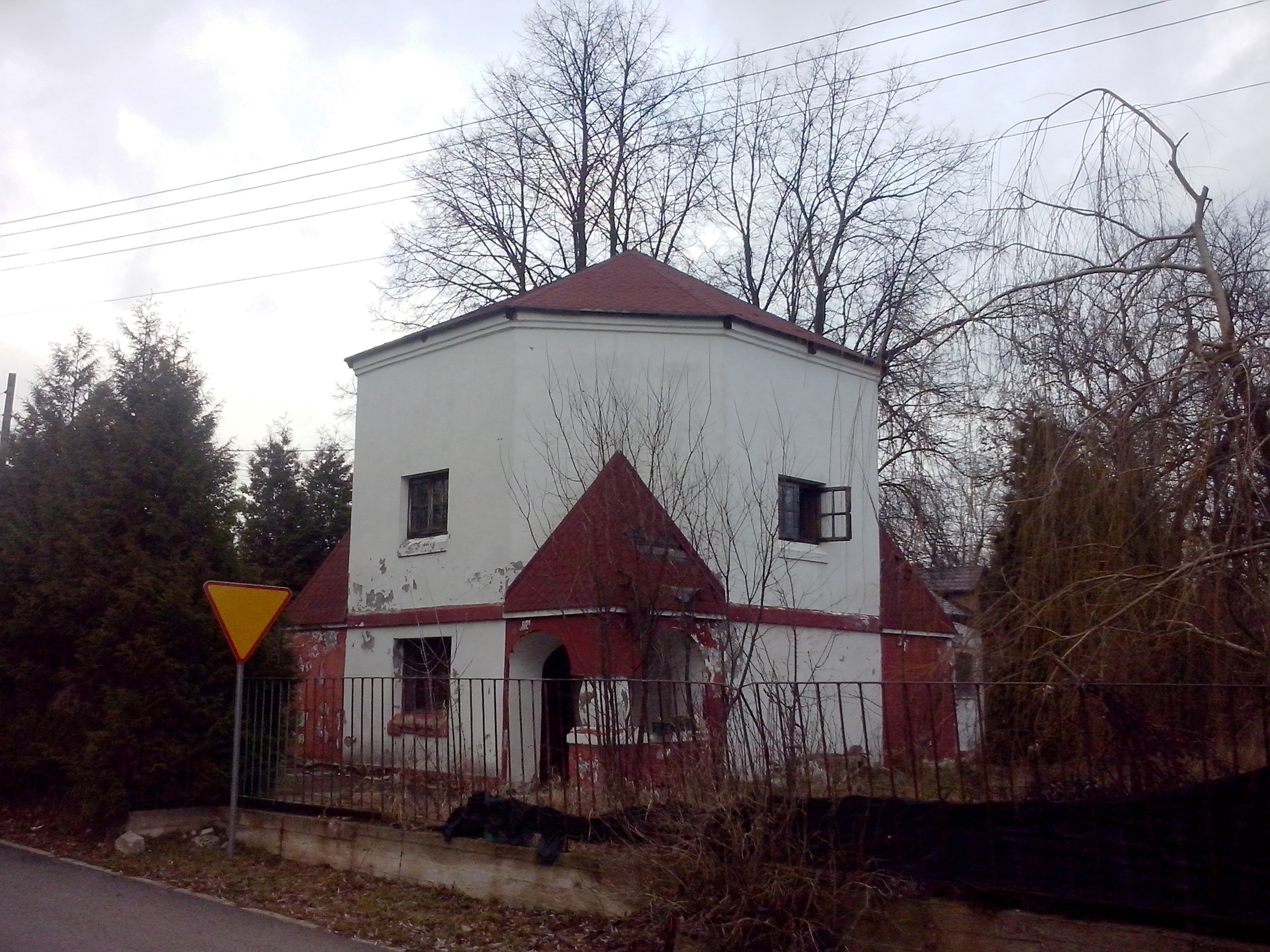
Dawna cerkiewka w Dębem

## Gospodarka i szkolnictwo
W okolicy rozwija się sadownictwo. We wsi znajduje się zespół szkół. Tutejsze technikum gospodarki wodnej ukończył aktor Paweł Wawrzecki.

## Turystyka
Dębe leży na skraju Jeziora Zegrzyńskiego. Przez Dębe przebiega niebieski szlak pieszy z Choszczówki do Nieporętu, a w miejscowości biorą początek szlaki: zielony (do Zaręb) i żółty do Zegrzynka.